# Systropus guitanshanus
Systropus guitanshanus är en tvåvingeart som beskrevs av Yang 1995. Systropus guitanshanus ingår i släktet Systropus och familjen svävflugor. Inga underarter finns listade i Catalogue of Life.